# Flaked
Flaked é uma série de comédia original Netflix estrelada por Will Arnett de The Millers. A 1ª temporada consiste em 8 episódios de 30 minutos cada, lançados simultaneamente em 11 de março de 2016.
Desenvolvida pelo próprio Arnett em parceria com Mark Chappell de A Young Doctor’s Notebook, a série acompanha Chip (Arnett), um autoproclamado guru que luta para conseguir manter suas mentiras enquanto o emaranhado de meias verdades e semi-besteiras que ele prega há anos – e que sustentam sua imagem pública – , começa a desmoronar.
Flaked é a terceira série estrelada por Arnett para o Netflix. Ele também participou do retorno de “Arrested Development” e é o dublador principal da animação “BoJack Horseman”.

## Elenco
- Will Arnett como Chip
- Ruth Kearney como London
- David Sullivan como Dennis
- Lina Esco como Kara[4]
- George Basil como Cooler
- Christopher Mintz-Plasse como Topher[5]
- Mike Cochrane como uma tatuadora
- Jeff Daniel Phillips como Uno
- Kirstie Alley como Jackie
- Heather Graham como Tilly
- Seana Kofoed como Vanessa Weiss
- Annika Marks como Brooke
- Annabeth Gish como Alicia Wiener
- Robert Wisdom como George
- Travis Mills como Stefan
- Mark Boone Junior como Jerry

## Recepção
Recebeu criticas negativas e classificação de 32% no Rotten Tomatoes baseado em 19 avaliações" e mantem uma pontuação de 46 no Metacritic.